# Burton Holmes

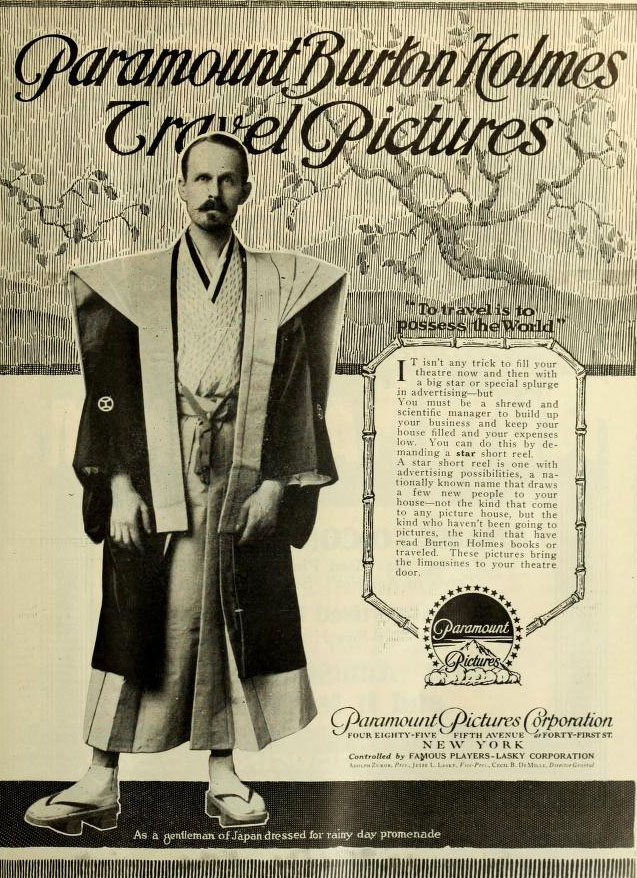
Reklama (1917).

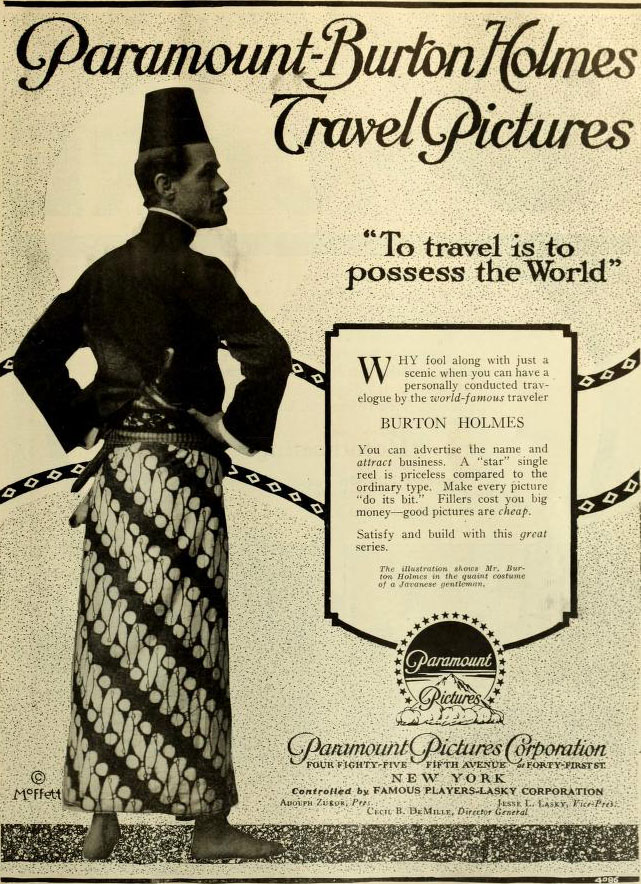
Reklama (1917).

Elias Burton Holmes (1. srpna 1870, Chicago – 22. července 1958, Los Angeles) byl americký cestovatel, fotograf a filmař, který vytvořil termín „cestopis“. Cestovní příběhy, prezentace a filmy existovaly již před Holmesem, než začal svou kariéru, stejně jako profese cestovatele; ale Holmes byl první, kdo všechny tyto prvky spojil do dokumentárních cestovatelských přednášek.

## Raná léta
Elias Burton Holmes se narodil v chicagské rodině ze střední třídy, jako syn bankéře. Jeho zájem o cestování se probudil v devíti letech, když ho jeho babička vzala na přednášku tehdy slavného cestovatelského lektora Johna L. Stoddarda (s nímž se měl Holmes setkat na následné cestě do zahraničí).
V roce 1890 doprovázel Holmes svou babičku na cestě do Evropy a když se vrátil, ukázal snímky ze své cesty v klubu Chicago Camera Club, jehož byl členem. Holmes o této události napsal: „Aby nebylo v sále ticho a udržel jsem představení v pohybu, napsal jsem o své cestě zprávu a četl si ji, když kolega měnil snímky na stereoptikonu.“
Navzdory úspěchu této akce, která pro klub vydělala 350 $, se až po několika letech Holmes rozhodl, že se stane lektorem. V roce 1893, poté, co Holmes rozeslal 2000 pozvánek vybrané skupině obyvatel Chicaga, dvakrát vyprodal přednášky o nedávné cestě do Japonska.

## Cestopisy
Holmes měl se svými přednáškami o cestování zpočátku jen malý úspěch. V roce 1897 odešel John L. Stoddard do důchodu a ve svém oboru vytvořil něco jako vakuum. Přibližně ve stejnou dobu začal Holmes doplňovat své ručně barevné skleněné diapozitivy tehdy vzrušující novou technologií pohyblivých obrázků. Jak roky plynuly, jeho přednášky ovládal stále více film.
V následujících letech Holmes hodně cestoval: Severní a Jižní Amerika, Evropa, Rusko, Indie, Etiopie, Barma (nyní Myanmar). Přednášel o takových tématech, jako je Panamský průplav, „Frivolity Paříže“, dokonce o dobrodružstvích Richarda Halliburtona, jednoho z jeho konkurentů v profesi lektora cestování. V roce 1896 navštívil první moderní olympijské hry, jel prvním transsibiřským vlakem a v roce 1899 natočil první filmy, které kdy byly vyrobeny z Japonska. Během svých cest překročil Atlantik a Tichý oceán více než 50krát. Jak se Holmes stal známějším, přivedl si asistenty, jako například Andreje de la Varreho, na natáčení filmů a fotografií, zatímco si dělal poznámky na své přednášky, a také zaměstnával obchodního manažera. S nástupem Hollywoodu začal Holmes točit krátké cestovní filmy pro Paramount a později Metro-Goldwyn-Mayer.
Holmesova jednání – kterých bylo do konce života více než 8 000 – si získala své největší publikum v kosmopolitních městech, jako je New York, Boston a Philadelphia. Zvláště se staral o cestovatele v křesle s fantazií únikových cest, a proto své přednášky vědomě zaměřil na nejpříjemnější a nejkrásnější aspekty míst, o kterých přednášel. Vyhnul se veškeré diskusi o politice, chudobě a dalších sociálních neduzích.

## Osobní život
V roce 1914 se Holmes oženil s Margaret Oliverovou, kterou potkal na jedné ze svých expedic. Žili především na panství zvaném „Topside“ v Hollywood Hills, což byl bývalý jezdecký klub. Holmes měl v New Yorku také duplex „Nirvana“, který byl plný pokladů z jihovýchodní Asie; toto nakonec prodal Robertu Ripleymu.

## Dědictví
Burton Holmes má hvězdu na hollywoodském chodníku slávy. V roce 2004 se 200 svitků Holmesových dokumentárních záběrů, dlouho ztracených myšlenek, objevilo v opuštěné skladovací jednotce. V současné době jsou umístěny ve filmovém muzeu George Eastmana.

## Galerie

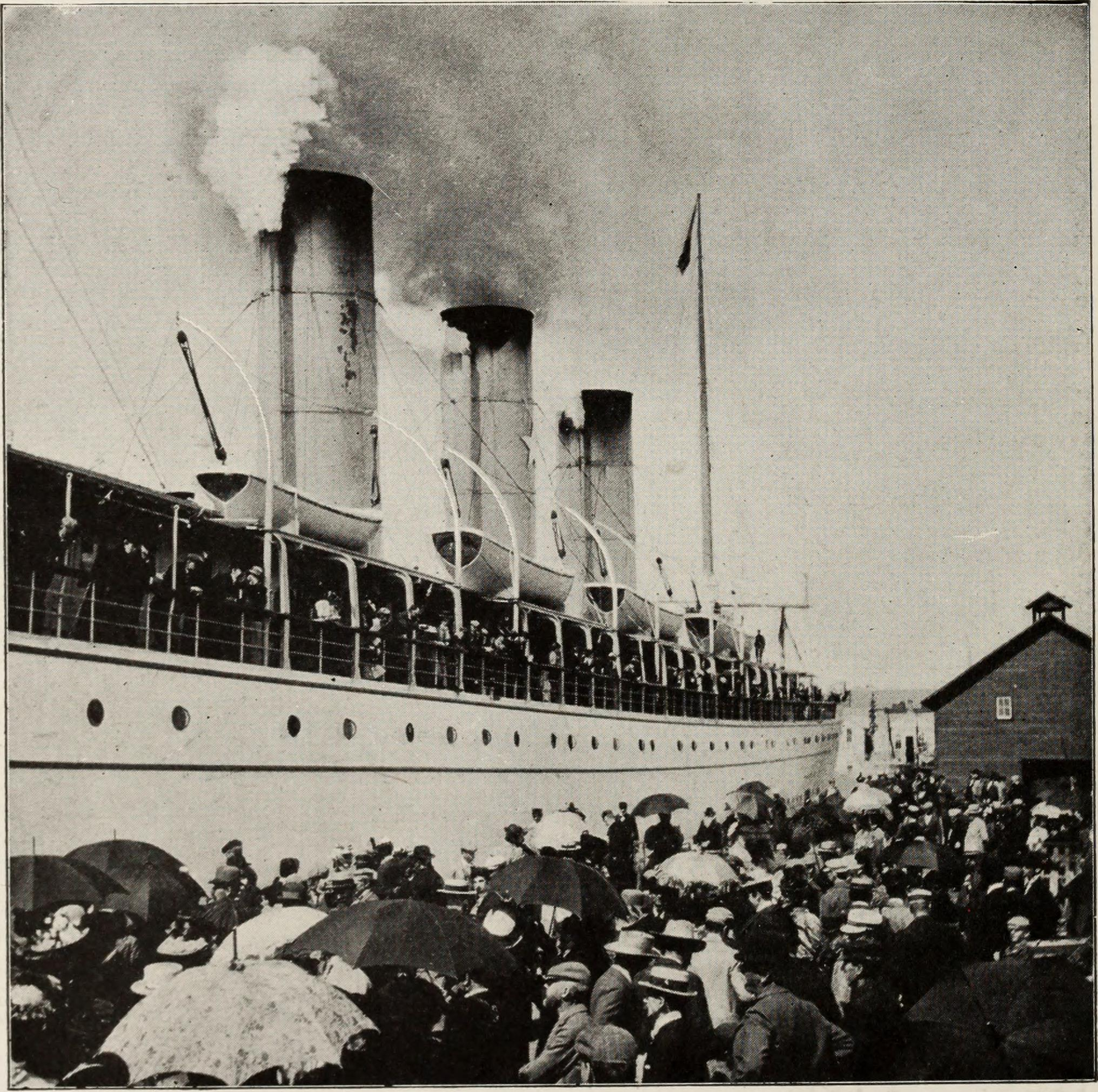
Burton Holmes travelogues (1908)
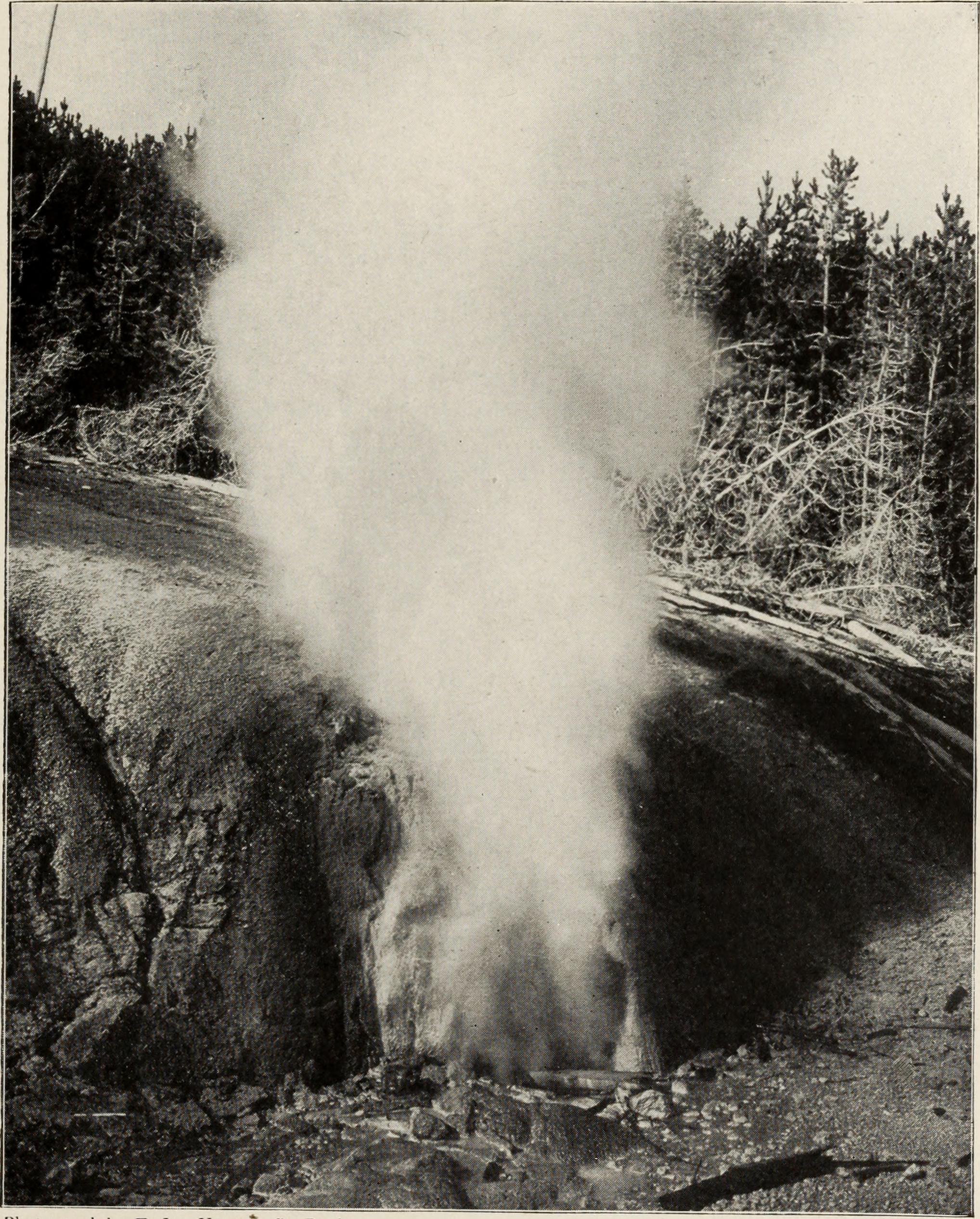
Burton Holmes travelogues (1908)
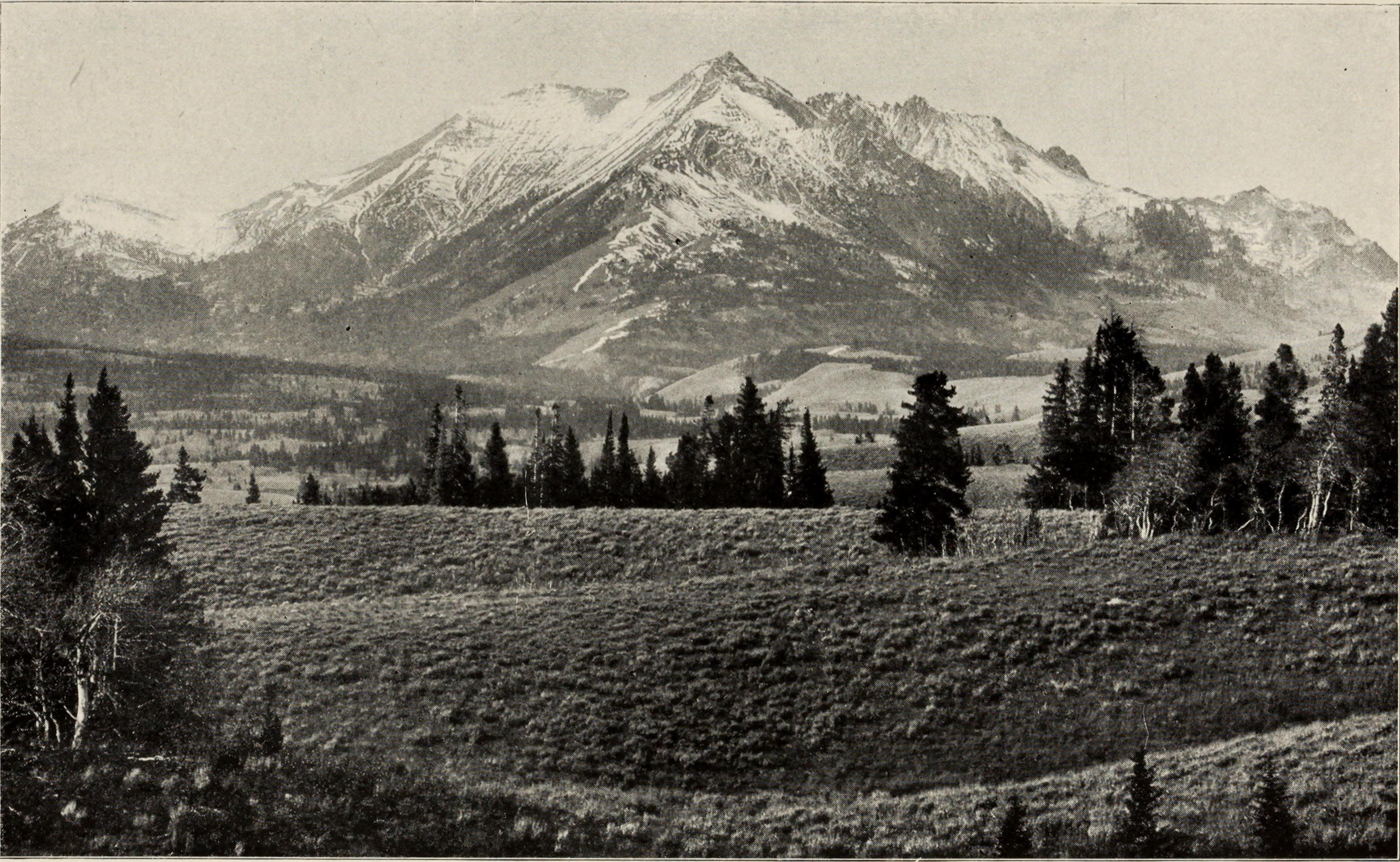
Burton Holmes travelogues (1908)
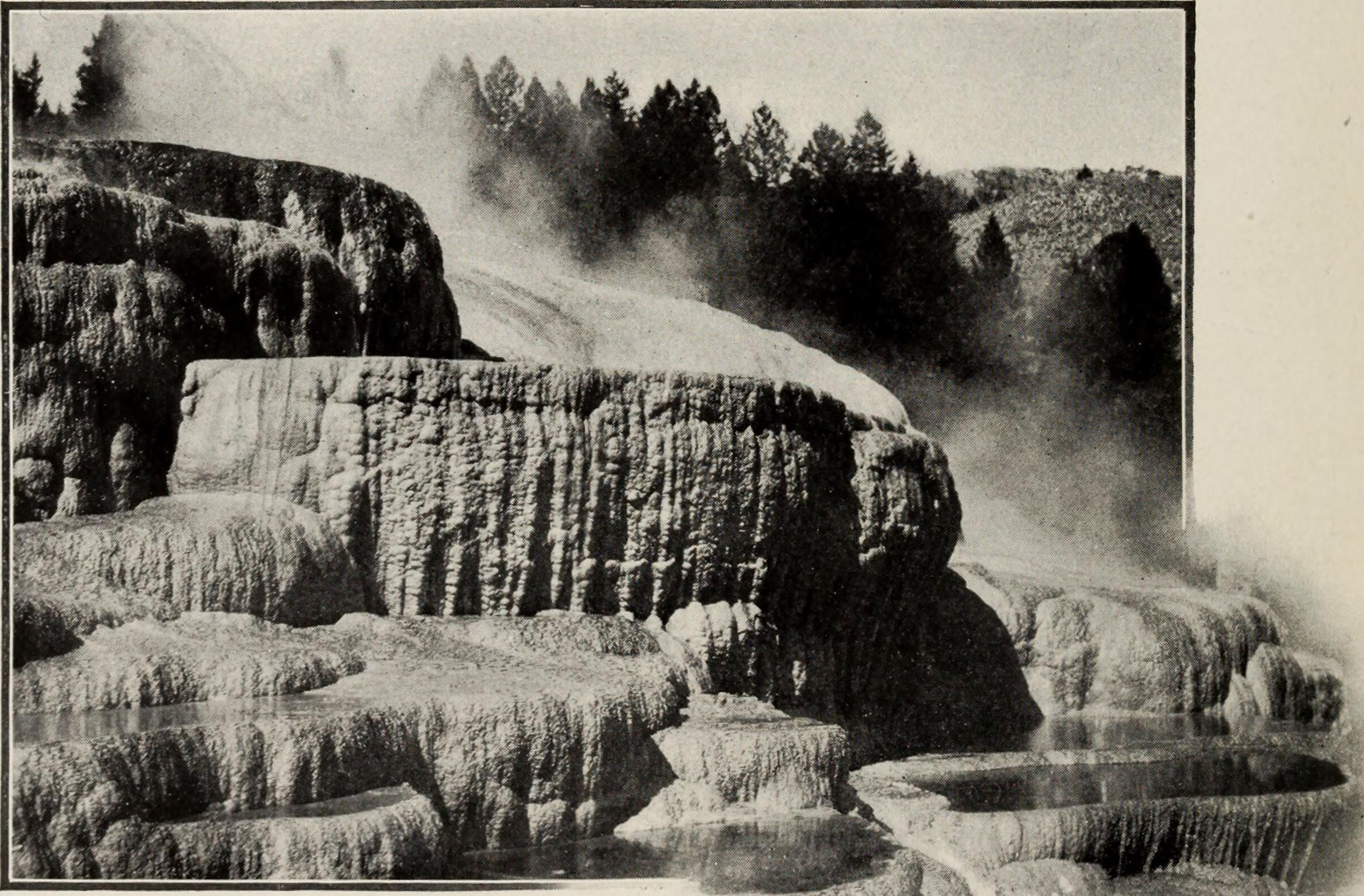
Burton Holmes travelogues (1908)
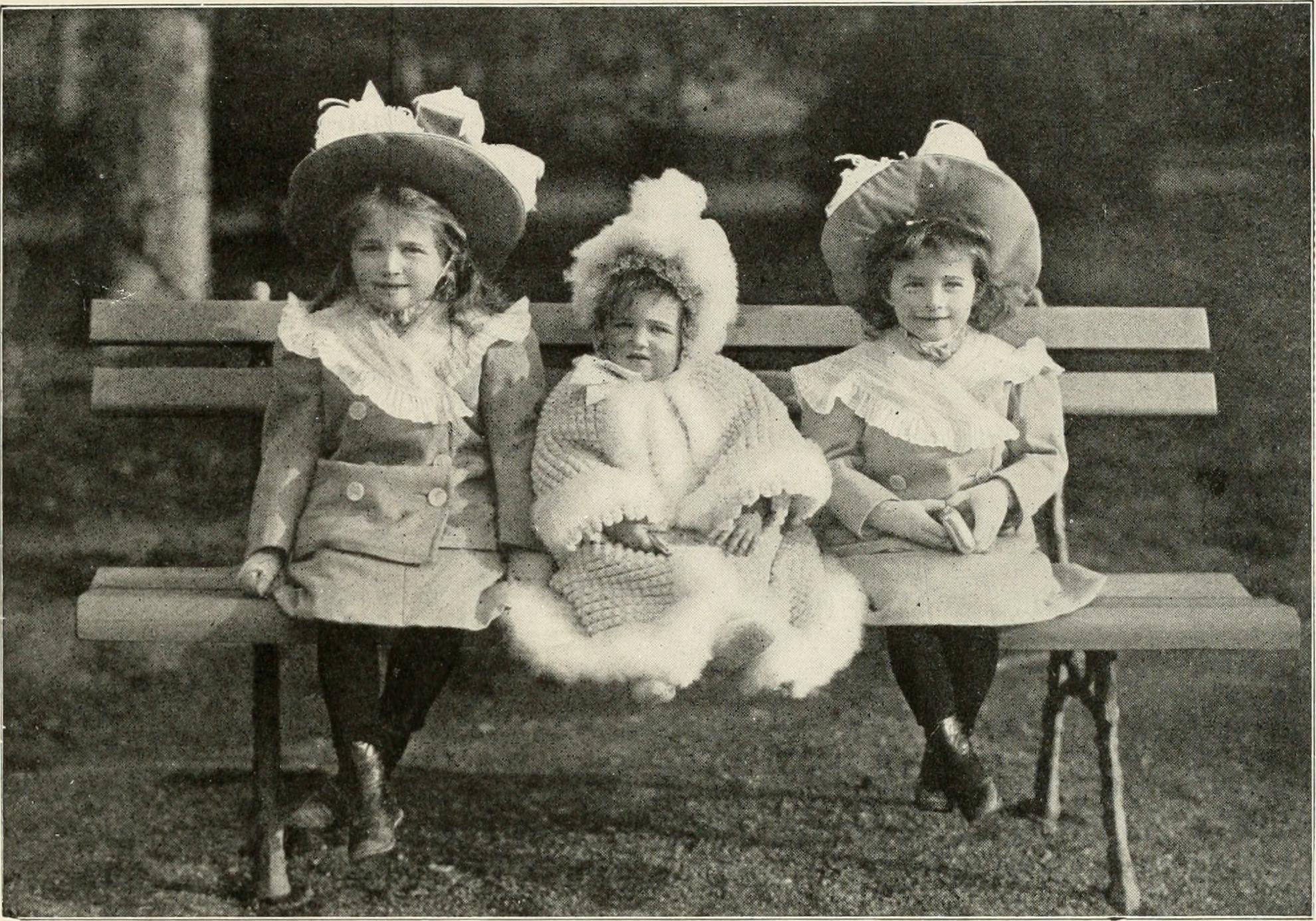
Travelogues; (1917)
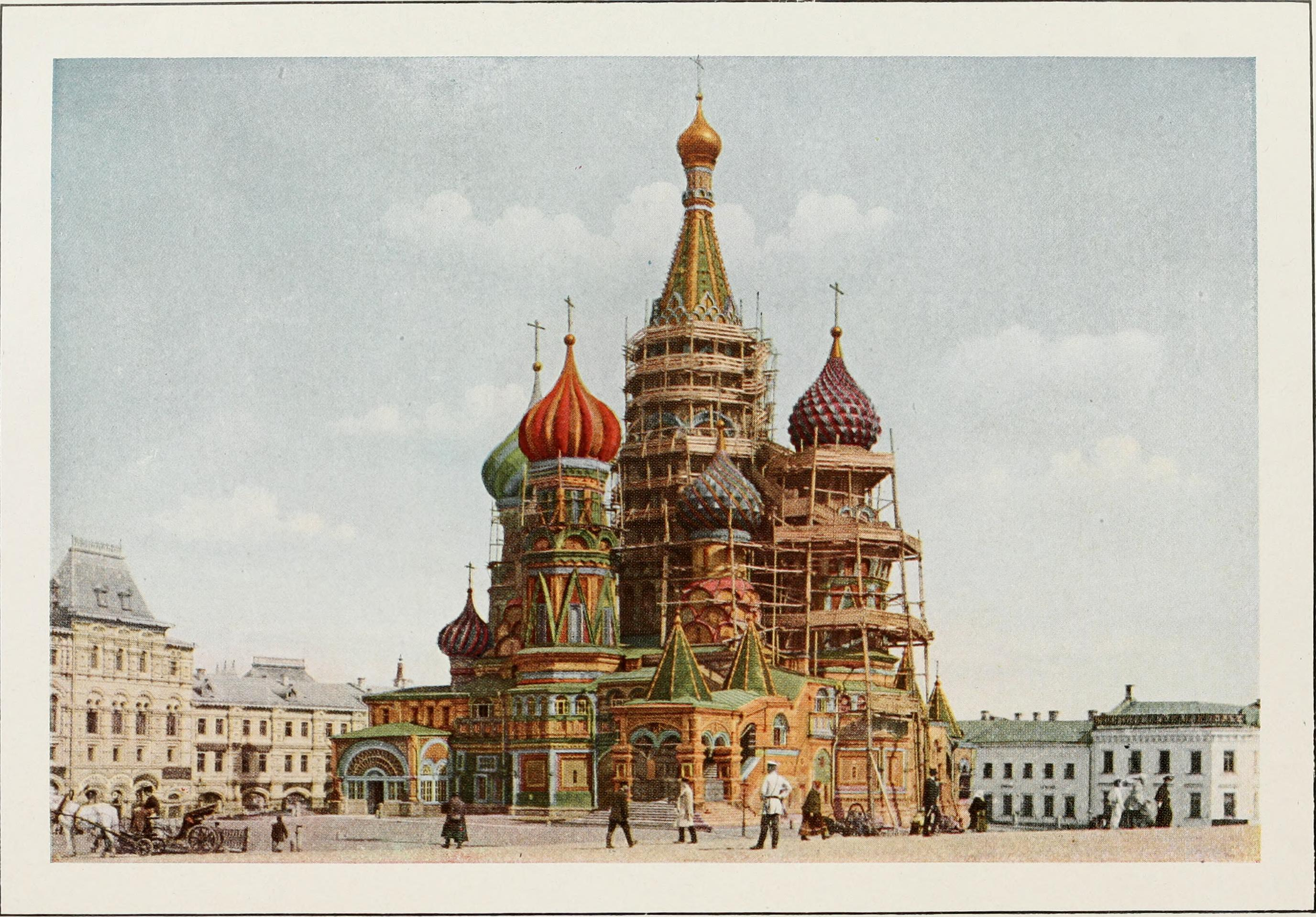
Travelogues; (1917)
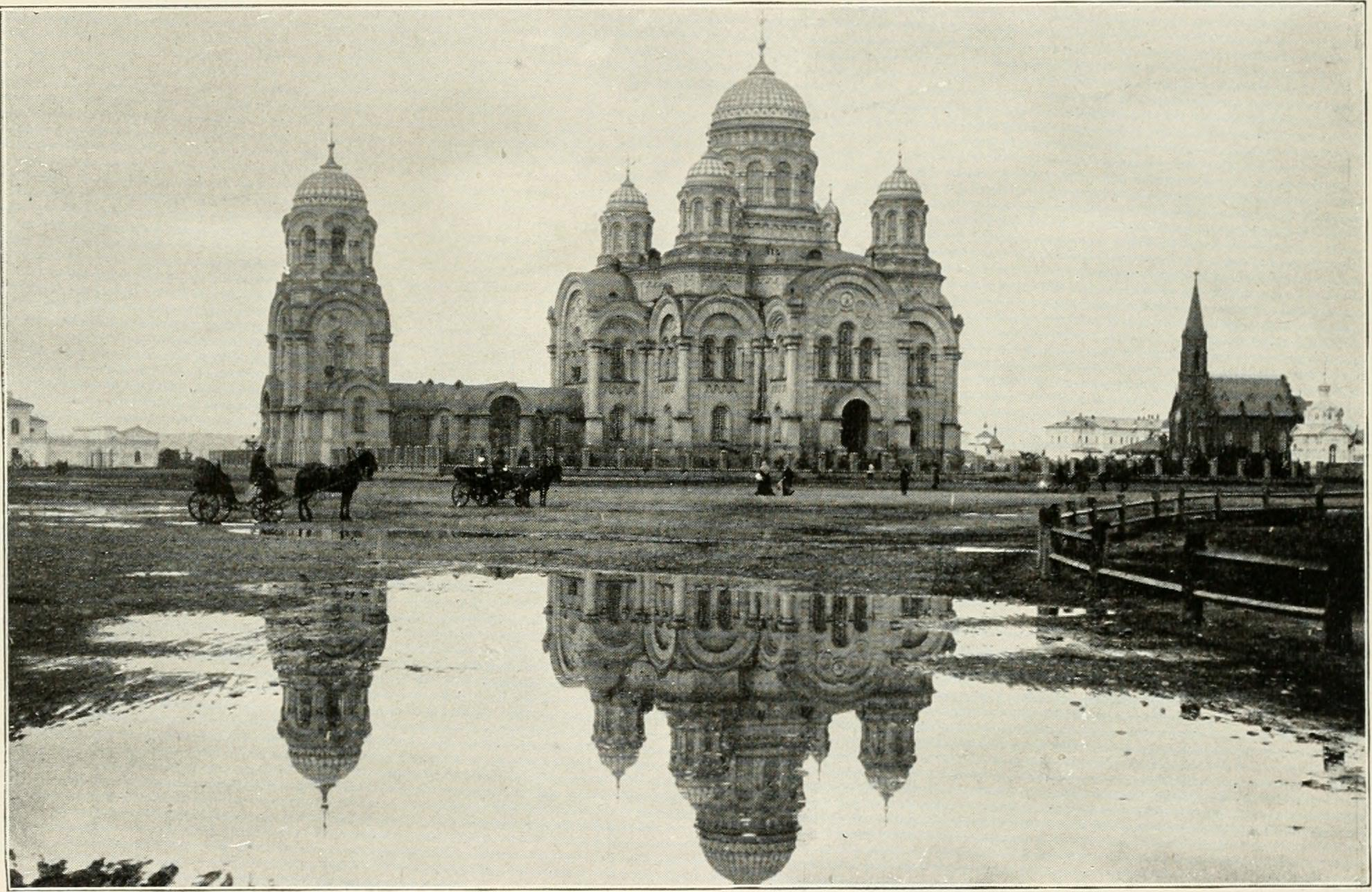
Travelogues; (1917)
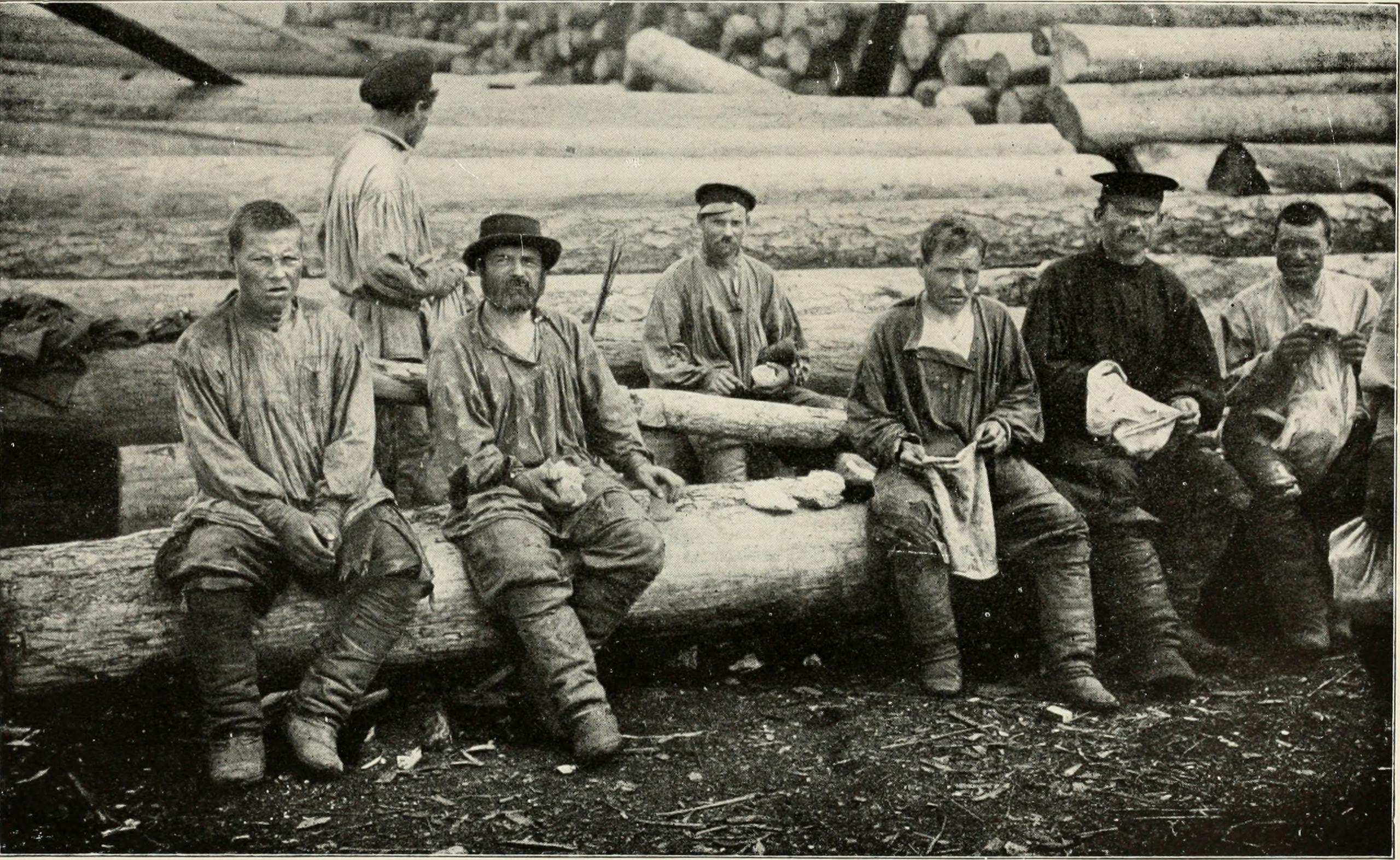
Travelogues; (1917)
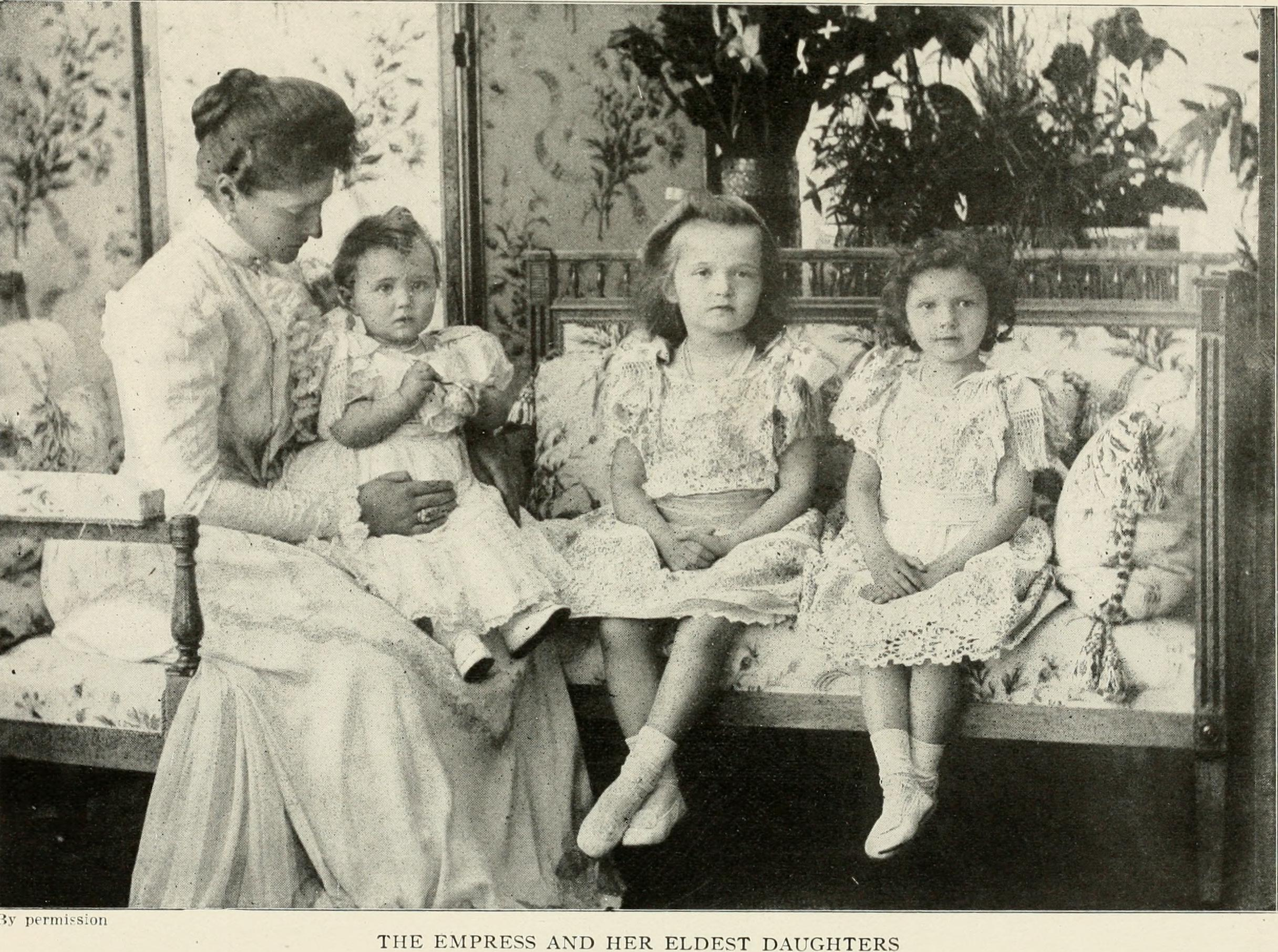
Travelogues; (1917)
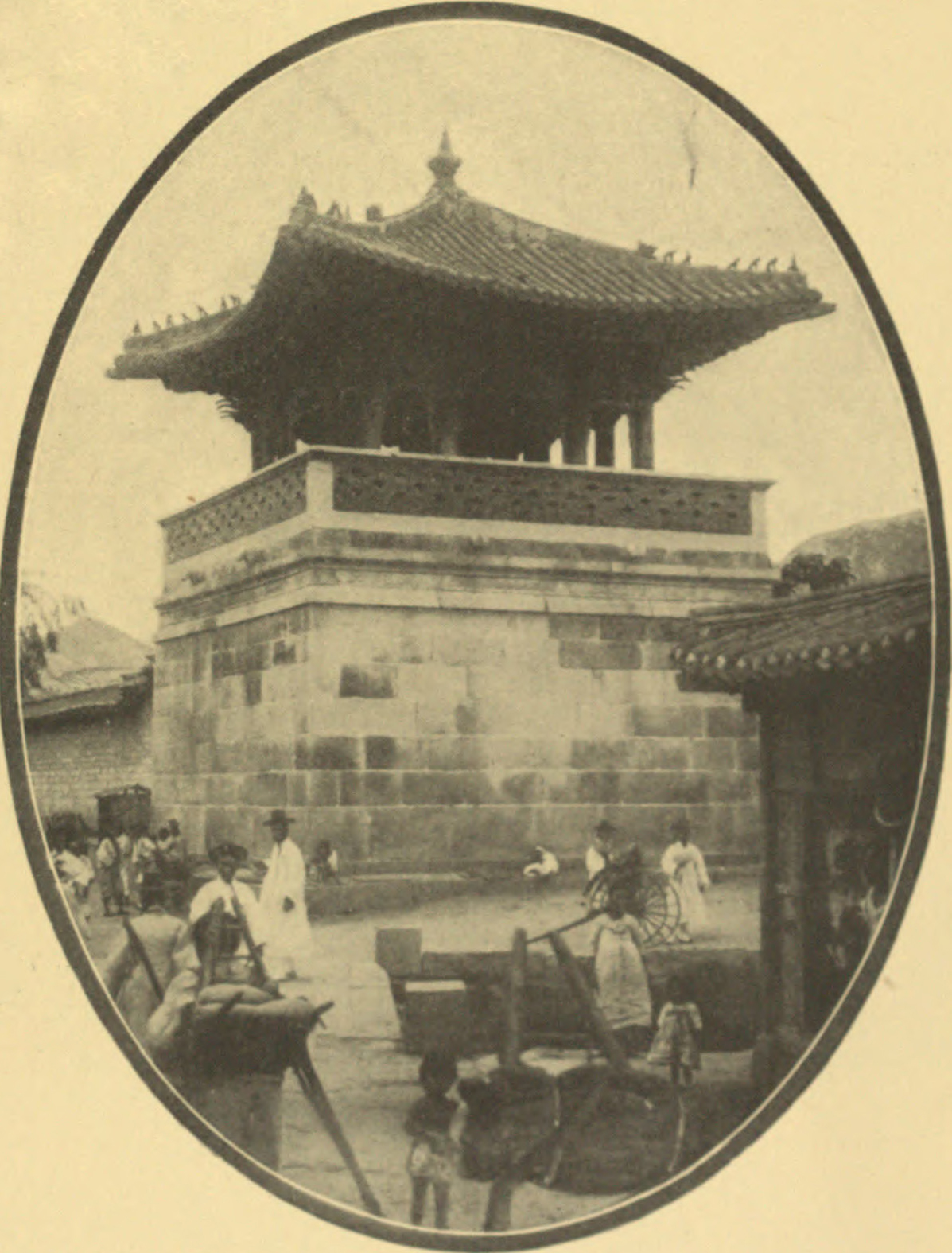
Travelogues; (1908)
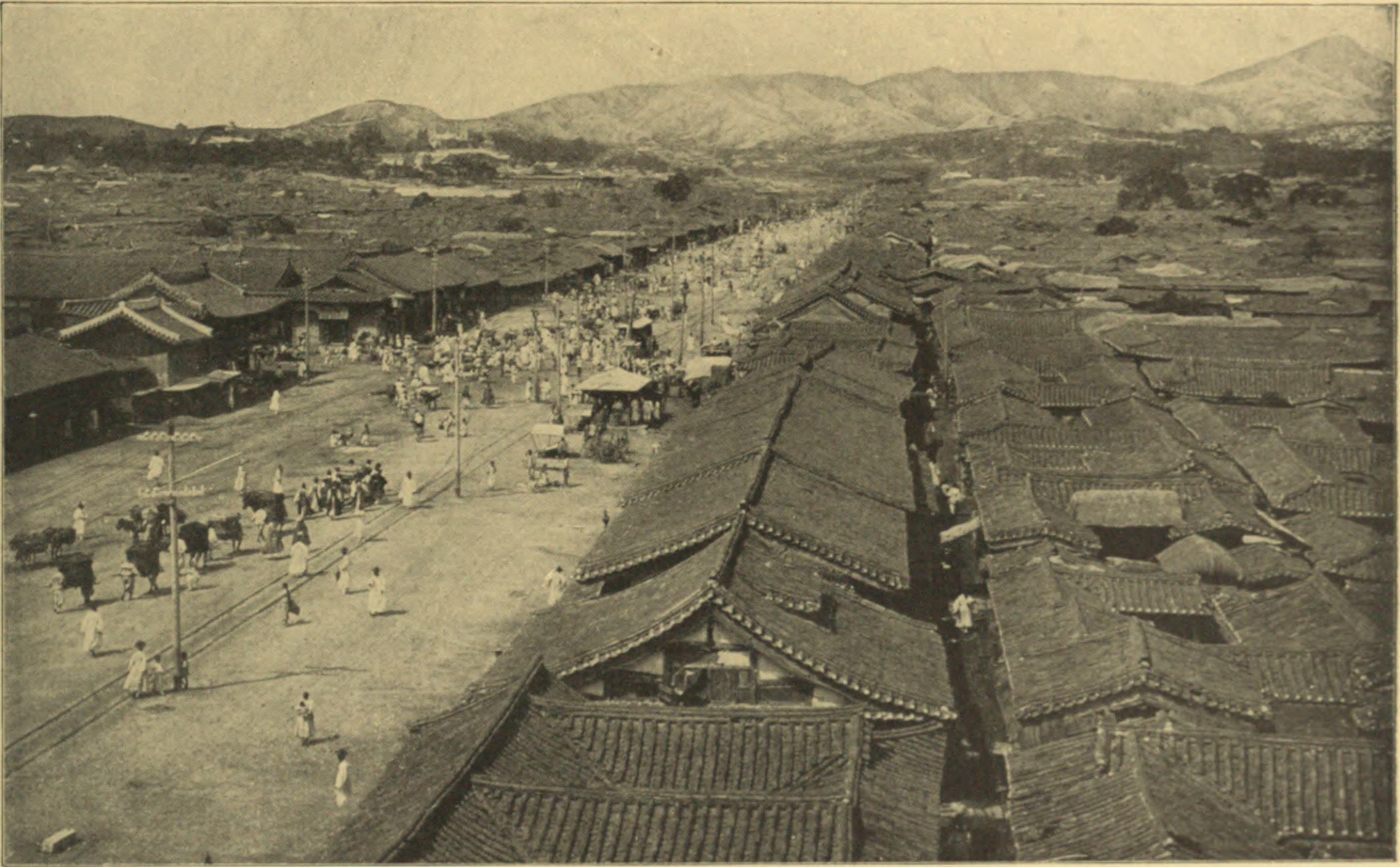
Travelogues; (1908)